# Blinjski Kut
Blinjski Kut is een plaats in de gemeente Sisak in de Kroatische provincie Sisak-Moslavina. De plaats telt 386 inwoners (2001).